# Хандкезе
Ха́ндкезе (нем. Handkäse [ˈhantkɛːzə] — «ручной сыр») — немецкий мягкий сыр из коровьего молока, производящийся в Франкфурте, Оффенбахе, Дармштадте и Лангене. Сыр получил своё название по традиционному кустарному способу его выработки — вручную. Это небольшой, полупрозрачный сыр с резким запахом, который многие люди считают неприятным. Иногда квадратной, но чаще всего круглой формы.